# Sorex dispar
Sorex dispar är en däggdjursart som beskrevs av Charles Foster Batchelder 1911. Sorex dispar ingår i släktet Sorex och familjen näbbmöss. IUCN kategoriserar arten globalt som livskraftig. Artepitet dispar i det vetenskapliga namnet är det latinska ordet för avvikande/inte lika.
Denna näbbmus skiljer sig från nära besläktade arter genom en längre och tjockare svans i jämförelse till bålen. Kroppslängden (huvud och bål) är 46 till 100 mm, svanslängden 25 till 82 mm och vikten ligger mellan 4 och 6 g. Pälsen har huvudsakligen en mörkgrå färg men undersidan är ibland ljusare. Liksom hos andra näbbmöss förekommer en lång nos och små ögon.
Sorex dispar förekommer i nordöstra Nordamerika från New Brunswick och Nova Scotia (Kanada) till North Carolina och Tennessee (USA). Utbredningsområdet ligger främst i Appalacherna. Habitatet utgörs av städsegröna och lövfällande skogar.
Arten vistas gärna i områden där marken är täckt av rutten löv eller av rötter. Den vandrar genom hålrum i den steniga undergrunden och har även boet där. Sorex dispar äter antagligen daggmaskar och andra ryggradslösa djur. Fortplantningstiden sträcker sig över våren och sommaren från april till augusti. Honor föder en eller två kullar per år med två till fem ungar per kull. Ungarna blir könsmogna före slutet av första levnadsåret. Individerna lever bara i undantagsfall längre än 18 månader.
Boet fodras med gräs och löv och det har en diameter av 10 till 20. Ungarna är vid födelsen nakna och hjälplösa. De diar sin mor fyra till fem veckor.

## Underarter
Arten delas in i följande underarter:
- S. d. blitchi
- S. d. dispar